# Rosanna Rocci
Rosanna Rocci (Soletta, 28 ottobre 1968) è una cantante di genere schlager svizzera, di origini italiane.
Incide i propri brani per l'etichetta musicale Zoom Music, con cui è sotto contratto.

## Biografia
Nata in Svizzera, Rosanna Rocci si è trasferita in Italia a quattro anni, in Abruzzo, la regione d'origine della sua famiglia. Qui ha trascorso il resto dell'infanzia e l'adolescenza, imparando tra l'altro a suonare l'organetto con l'aiuto del nonno Vincenzo.
Il suo talento canoro è stato scoperto dalla cantante e compositrice tedesca Hanne Haller nel corso di un evento musicale in Germania Ovest: nel 1986 Rosanna ha così potuto incidere alcuni singoli, coi quali ha riscosso un immediato successo nel suo Paese e quindi in tutta l'area germanica. La sua popolarità è andata aumentando grazie a Tony Christie e Umberto Tozzi che l'hanno chiamata per aprire i loro tour.
La discografia di Rosanna Rocci consta di brani in italiano, tedesco, spagnolo e inglese, ma non sono pochi quelli in cui la cantante passa da una lingua a un'altra; artista prettamente pop, si è cimentata in più generi, dallo schlager alla dance.
Nel 1997 ha sposato il collega e cantante Michael Morgan, con il quale ha duettato nel 1999 in Ich gehör zu Dir, canzone che ha vinto il premio Goldene Muse nel corso del Deutsche Schlager-Festspiele 1999. Dal matrimonio è nato un figlio, Luca. A fine giugno 2012, dopo 15 anni di unione, Rosanna Rocci ha comunicato ufficialmente la separazione dal marito.
Nel 2015 Rosanna Rocci ha inciso il singolo Lo vorrei (Ich Will), accompagnato da due videoclip, uno dei quali è stato girato a Roma. Nello stesso anno è stata ospite nel programma televisivo italiano L'erba dei vicini condotto da Beppe Severgnini. 
Nell'aprile 2019, in occasione del suo cinquantesimo compleanno, ha pubblicato il suo nuovo album 5.0.
Nel 2021 ha duettato con il figlio nel brano Io canto per te.

## Discografia parziale

### Album in studio
- 1992 - Rosanna
- 1994 - Kopfüber ins Leben
- 1996 - Mein Feuer brennt
- 1998 - Amore, Amore
- 1999 - Emozioni
- 2001 - Ich lebe für dich (con Michael Morgan)
- 2001 - Herz über Kopf verliebt
- 2001 - Rosanna
- 2001 - Un poco di amore
- 2002 - Dolce Vita
- 2002 - Kopfüber ins Leben
- 2003 - Aber bitte mit Herz
- 2003 - Ti amo ancora
- 2004 - Felicita - Liebe hautnah (con Michael Morgan)
- 2005 - Das fühlt sich gut an
- 2007 - Die grössten Single-Hitsìì
- 2007 - 100% Rosanna
- 2009 - Solo con te - Nur mit Dir
- 2012 - Glücksgefühle
- 2019 - 5.0

### Singoli
- 1988 - La mia musica
- 1990 - Mister, Mister
- 1991 - My Family
- 1991 - Theresa
- 1992 - Chaka Chaka
- 1996 - Mamma Mia
- 1996 - Ciao mio amore (con Andreas Fulterer)
- 1997 - Ritornerai
- 1999 - Ich gehör zu Dir (con Michael Morgan)
- 2001 - Un Poco di Amore
- 2002 - Un Anno d'Amore
- 2005 - Arrivederci Hans
- 2007 - E Pericoloso
- 2007 - Ich bin aus dem Süden
- 2011 - Du bist kein Americano
- 2012 - Olé Olá - heisser als Fieber
- 2015 - Lo vorrei
- 2018 - Solo Amore

### Cover
- 2024 - Italodisco

## Omaggi
- A Rosanna Rocci è dedicata una sezione della web radio TV CSF Rieti.